# KartOO
KartOO era un meta-motore di ricerca che mostra i risultati in un'interfaccia grafica. Concettualmente è simile a Mooter, in quanto aggrega i risultati di altri motori di ricerca in cluster, i quali vengono poi ulteriormente correlati in maniera grafica.